# Адамова јабучица
Адамова јабучица (од лат. pomum Adami) означава спољашње испупчење штитасте хрскавице гркљана, нарочито изражене код мушкарца, односну избочену хрскавицу у грлу на улазу у душник.

## Етимологија
Разлог због којег је јабучица која нам поиграва под грлом повезана са именом праоца Адама се скрива у библијској причи о Адаму и Еви. Према причи, након што је Бог створио Адама, а затим и Еденски врт, препун разноврсних стабала, како би Адам у њему уживао, Бог је изнио само једну забрану. Дозволио је Адаму да једе са сваког стабла осим са стабла познавања добра и зла. Уколико убере плод са тог стабла, умријеће. Адам се држао ове Божије заповијести, све док га Ева није наговорила да је прекрши. Када је Адам схватио какав гријех је починио, комад јабуке му је застао у грлу, па је тако настало испупчење, којим су данас обиљежени сви Адамови потомци, односно мушкарци.